# Dover-Foxcroft (Maine)
Dover-Foxcroft es un pueblo ubicado en el condado de Piscataquis en el estado estadounidense de Maine. En el Censo de 2010 tenía una población de 4.213 habitantes y una densidad poblacional de 22,85 personas por km².

## Geografía
Dover-Foxcroft se encuentra ubicado en las coordenadas 45°10′41″N 69°11′34″O / 45.17806, -69.19278. Según la Oficina del Censo de los Estados Unidos, Dover-Foxcroft tiene una superficie total de 184.35 km², de la cual 175.62 km² corresponden a tierra firme y (4.74%) 8.73 km² es agua.

## Demografía
Según el censo de 2010, había 4.213 personas residiendo en Dover-Foxcroft. La densidad de población era de 22,85 hab./km². De los 4.213 habitantes, Dover-Foxcroft estaba compuesto por el 95.09% blancos, el 0.21% eran afroamericanos, el 0.59% eran amerindios, el 2.3% eran asiáticos, el 0% eran isleños del Pacífico, el 0.33% eran de otras razas y el 1.47% pertenecían a dos o más razas. Del total de la población el 1.42% eran hispanos o latinos de cualquier raza.